# Wolfgang Wehowsky (Theologe)
Wolfgang Fritz Hans Wehowsky (* 12. Juni 1912 in Triebel (nach 1945 Trzebiel); † 4. April 1981 in Bremen) war ein deutscher evangelischer Theologe. Von 1954 bis Ende 1973 Pastor an der St. Martini-Kirche in Bremen, Vertreter der Bremischen Evangelischen Kirche (BEK) und unter anderem im Rundfunkrat von Radio Bremen.

## Leben
Wehowsky wurde 1912 als Sohn des Lehrers Fritz Wehowsky und dessen Ehefrau Klara, geb. Goy, in Triebel geboren. Er besuchte dort die Schule und die Gymnasien in Crossen, Forst, Landsberg und in Frankfurt, wo er 1931 das Abitur machte. Im gleichen Jahr begann er das Studium der Theologie an der Humboldt-Universität in Berlin. 1933 ging er nach Greifswald und schloss dort 1936 sein Studium ab. Das 1. Theologische Examen legte er in Stettin, das 2. Theologische Examen in Bremen ab, wo er zuvor im Dezember 1937 ordiniert worden war. Als Hilfspastor war er in den Gemeinden Oberneuland und der als Dankeskirche neu gebauten Melanchthon-Kirche in Bremen-Osterholz tätig.
Wehowsky hat aus erster Ehe mit der Bremerin Sigrid vom Bruch († 1942) eine Tochter. 1946 heiratete er die Bremerin Helene Winter, aus der Ehe gingen zwei Söhne und eine Tochter hervor.

## Theologische Auseinandersetzungen
Die Berufung Wehowskys in das Pfarramt der Dankeskirche hat der nationalsozialistische Landesbischof Weidemann mit Nachdruck betrieben, was Spannungen in der Melanchthon-Gemeinde hervorrief. Daneben leitete Wehowsky die Propagandastelle der Kommenden Kirche und veröffentlichte im Dezember 1939 den Beitrag: Völkischer Sieg und konfessionelles Erbe. Nach Rückkehr aus englischer Kriegsgefangenschaft – Wehowsky war auch während der Soldatenzeit Melanchthon-Pastor geblieben – versuchte sich die Gemeinde wegen seiner Aktivitäten für die Deutschen Christen und in der Kommenden Gemeinde von ihm zu trennen. Während des Entnazifizierungsverfahrens von Februar 1946 bis Januar 1948 war er Pastor im Wartestand und erhielt 1948 – nach Beendigung des Verfahrens – den Status eines Hilfspredigers zur besonderen Verwendung (Hp. z. b. V.).

## Wechsel nach St. Martini und weitere Ämter
Als der St. Martini-Pastor Oberhof im Dezember 1950 suspendiert wurde, übernahm Wehowsky die Amtsvertretung und wurde zum 1. März 1954 in das Amt des 1. Predigers (P. primarius) berufen. Die St. Martini-Kirche lag zu diesem Zeitpunkt noch in Trümmern, so ist sein Name in den weiteren Jahren eng mit dem schrittweisen Aufbau der Kirche verbunden. Zur Einweihung der wiederhergestellten Kirche im Advent 1960 gab Wehowsky das Buch St. Martini zu Bremen – Eine Gemeinde und eine Kirche im Wandel der Zeit heraus. Im Nachwort geht er auf die protestantische Verpflichtung der Gemeinde ein.
In den Jahren ab 1949 nahm Wehowsky neben der Funktion eines Rundfunkbeauftragten der BEK (1949–1969) weitere Aufgaben wahr. Er war Vorsitzender des Rundfunkrates von Radio Bremen (1952–1968), gehörte zur Leitung der Rundfunk- und Pressestelle der BEK, war Mitglied der Schriftleitung Einkehr und im evangelischen Filmreferat in Bremen, Mitglied der Kammer für Publizistik der EKD, Vorsitzender des Fachausschusses Theater der EKD und Herausgeber des Informationsdienstes der Evangelischen Akademie für Rundfunk und Fernsehen (bis zu deren Auflösung 1970) und zeitweilig Vorsitzender der Konferenz Evangelische Rundfunkarbeit bei den Sendern der Bundesrepublik und Berlins.
Aus gesundheitlichen Gründen trat Wehowsky zum 31. Dezember 1973 vorzeitig in den Ruhestand. Als Emeritus lebte Wehowsky in Bremen und verstarb am 4. April 1981 im Alter von 69 Jahren.